# Ronde van Vlaanderen 1963
De 47ste editie van de Ronde van Vlaanderen werd verreden op 31 maart 1963 over een afstand van 249 km van Gent naar Gentbrugge. De gemiddelde uursnelheid van de winnaar was 40,683 km/h wat een nieuw record was. Van de 127 vertrekkers bereikten er 35 de aankomst.

## Koersverloop
Tijdens de beklimming van de Kwaremont werd een groep gevormd met onder meer Noël Foré, Rik Van Looy, Tom Simpson en Raymond Poulidor. Van Looy de favoriet voor velen kon niet ontsnappen. Dat kon Rudi Altig wel bij het binnenrijden van Gentbrugge met nog een plaatselijke ronde voor de boeg. Hij werd bijgehaald door Simpson, Foré en de aalvlugge Melckenbeek. Altig viel vooraan weg door een val in de voorlaatste kilometer en Noël Foré verraste iedereen met een vroege aanval in de spurt voor Melckenbeeck en Simpson. Daarbij won hij deze editie met een record-uurgemiddelde.

## Hellingen
| - Kwaremont - Kruisberg | - Edelareberg - Valkenberg | - Kasteelstraat - Groteberge |

## Uitslag
| Rang | Renner             | Land                | Ploeg                          | Tijd     |
| ---- | ------------------ | ------------------- | ------------------------------ | -------- |
| 1    | Noël Foré          | België              | Faema-Flandria                 | 6h08'42" |
| 2    | Frans Melckenbeeck | België              | Mercier-BP-Hutchinson          | z.t.     |
| 3    | Tom Simpson        | Verenigd Koninkrijk | Peugeot-BP-Englebert           | z.t.     |
| 4    | Willy Vannitsen    | België              | Peugeot-BP-Englebert           | op 30"   |
| 5    | Jos Wouters        | België              | Solo-Terrot                    | z.t.     |
| 6    | Rik Van Looy       | België              | GBC-Libertas                   | z.t.     |
| 7    | Michel Van Aerde   | België              | Solo-Terrot                    | z.t.     |
| 8    | Emile Daems        | België              | Peugeot-BP-Englebert           | z.t.     |
| 9    | Raymond Poulidor   | Frankrijk           | Mercier-BP-Hutchinson          | z.t.     |
| 10   | Jo de Roo          | Nederland           | Saint-Raphael-Gitane-Geminiani | z.t.     |

1913 · 
1914 · 
1915 · 
1916 · 
1917 · 
1918 · 
1919 · 
1920 · 
1921 · 
1922 · 
1923 · 
1924 · 
1925 · 
1926 · 
1927 · 
1928 · 
1929 · 
1930 · 
1931 · 
1932 · 
1933 · 
1934 · 
1935 · 
1936 · 
1937 · 
1938 · 
1939 · 
1940 · 
1941 · 
1942 · 
1943 · 
1944 · 
1945 · 
1946 · 
1947 · 
1948 · 
1949 · 
1950 · 
1951 · 
1952 · 
1953 · 
1954 · 
1955 · 
1956 · 
1957 · 
1958 · 
1959 · 
1960 · 
1961 · 
1962 · 
1963 · 
1964 · 
1965 · 
1966 · 
1967 · 
1968 · 
1969 · 
1970 · 
1971 · 
1972 · 
1973 · 
1974 · 
1975 · 
1976 · 
1977 · 
1978 · 
1979 · 
1980 · 
1981 · 
1982 · 
1983 · 
1984 · 
1985 · 
1986 · 
1987 · 
1988 · 
1989 · 
1990 · 
1991 · 
1992 · 
1993 · 
1994 · 
1995 · 
1996 · 
1997 · 
1998 · 
1999 · 
2000 · 
2001 · 
2002 · 
2003 · 
2004 · 
2005 · 
2006 · 
2007 · 
2008 · 
2009 · 
2010 · 
2011 · 
2012 · 
2013 · 
2014 · 
2015 · 
2016 · 
2017 · 
2018 · 
2019 · 
2020 · 
2021 · 
2022 · 
2023 · 
2024
Lijst van beklimmingen